# 윤정건
윤정건(1940년 8월 28일 ~ )은 대한민국의 텔레비전 드라마 작가이다.
한편, 《아내의 반란》부터 SBS 자회사 SBS 프로덕션과 전속계약을 맺었으며 이 작품 이후 이어진 SBS의 금요드라마 징크스를 만회하기 위해 야심차게 내세웠던 《사랑한다 웬수야》가 남성 시청자들과 달리 여성 시청자들로부터 기대 이하의 반응을 받은 데 이어, 극중 나레이션까지 남편의 입을 빌어 진행된 탓에 여성 시청자들의 감정이입이 힘들어지면서 10%대로 시청률 부진을 면치 못하여 조기종영(24 -> 18)되는 수모를 당한 뒤 한동안 집필활동을 중단했다.
아울러, 《사랑한다 웬수야》는 이 회사 외주제작사 SBS 프로덕션에서 만든 작품이자 본인(윤정건)의 전 집필작 《아내의 반란》과 그 후속작들이 그랬던 것처럼 캐스팅 문제 때문에 어려움을 겪어왔는데 여주인공 하희라 (명해강 역)는 《사랑한다 웬수야》를 통해 2년 만에 연속극 복귀를 했음에도 이 작품에 앞서 KBS 2TV 수목 미니시리즈 《장밋빛 인생》 캐스팅 제의를 받았지만 약속을 어기고 《사랑한다 웬수야》로 가버려 《장밋빛 인생》 출연이 불발됐으며 김영호 (오종세 역)는 같은 채널 금요드라마 《꽃보다 여자》남자 주인공 물망에 거론됐지만 작가와의 갈등 문제로, 지수원 (하조란 역)은 《아내의 반란》주연급으로 캐스팅됐으나 캐릭터에 대한 의견 탓인지 담당 PD와 마찰을 빚어 각각 캐스팅 제의를 뿌리쳤다.
이후,  본인이 속한 SBS 프로덕션 외주제작 드라마 《애자 언니 민자》(2008년작)로 집필활동을 재개했지만 중년의 불륜, 동생 애자가 몰래 낳아 버린 딸 채린을 키우는 민자, 이모라고 생각한 애자가 친모였다는 채린의 출생의 비밀, 부잣집 아들과 사랑에 빠져 반대에 부딪히는 채린의 상황 등 기존 드라마들에서 다뤄진 천편일률적이면서도 자극적인 상황들이 펼쳐지며 일일드라마의 한계를 드러내 기대 이하의 성적에 그쳤고 SBS 프로덕션은 《애자 언니 민자》를 끝으로 드라마 제작에서 손을 뗐으며 이 작품 등 제작부문 쪽에서 극심한 적자를 겪어왔고   제작부문은 뒷날 SBS 드라마플러스로 합병됐으며 나머지 부문은 SBS 콘텐츠허브가 됐다.

## 집필 작품

### 텔레비전 드라마
- 《TV 손자병법》 (KBS, 1990년 9월 6일 ~ 1993년 10월 14일)[8]
- 《한강 뻐꾸기》 (SBS, 1993년 4월 7일 ~ 1993년 9월 23일)
- 《도깨비가 간다》 (SBS, 1994년 4월 18일 ~ 1994년 6월 7일)
- 《여태 뭘 했수》 (SBS, 1994년 9월 26일 ~ 1995년 3월 7일)
- 《자전거를 타는 여자》 (SBS, 1996년 2월 5일 ~ 1996년 8월 30일)
- 《꿈의 궁전》 (SBS, 1997년 1월 4일 ~ 1997년 6월 29일)
- 《서울 탱고》 (SBS, 1998년 3월 2일 ~ 1998년 8월 14일)
- 《당신은 누구시길래》 (SBS, 1999년 9월 6일 ~ 2000년 9월 15일)
- 《천국의 아이들》 (KBS, 2002년 9월 9일 ~ 2000년 10월 15일)
- 《왕의 여자》 (SBS, 2003년 10월 6일 ~ 2004년 3월 2일)
- 《아내의 반란》 (SBS, 2004년 10월 15일 ~ 2005년 1월 21일)
- 《사랑한다 웬수야》 (SBS, 2005년 7월 15일 ~ 2005년 9월 9일)
- 《애자 언니 민자》 (SBS, 2008년 4월 21일 ~ 2008년 10월 31일)

### 영화
- 《로맨스 황제》 (원작자, 1993년)
- 《못먹어도 고》 (원작자, 감독, 1989년)
- 《딱 한번 만나요》 (각본, 1987년)

### 마당놀이
- 《불효자는 웁니다》 (1998년)
- 《암행어사 졸도야!》 (2001년)
- 《심봉사 심봤다》 (2002년)
- 《제비가 기가 먹혀》 (2004년)

## 도서
- 《못먹어도 GO》 (자유문학사, 1987.07.01. 발간)